# Nederlandse kampioenschappen schaatsen allround 2021
De Nederlandse kampioenschappen schaatsen allround 2021 werden op 21 en 22 november 2020 gehouden in het Thialf-stadion te Heerenveen. Ze waren oorspronkelijk gepland voor januari 2021, maar werden naar voren gehaald toen de wereldbekerwedstrijden in november en december niet doorgingen.
De titelhouders waren Jan Blokhuijsen en Antoinette de Jong. Blokhuijsen werd gediskwalificeerd vanwege het afsnijden van de bocht en moest de titel aan Patrick Roest laten die zijn eerste titel won, hoewel hij wel al drievoudig wereldkampioen allround was. De Jong verdedigde haar titel met succes. Roest en De Jong plaatsten zich ook voor de EK allround 2021.

## Programma
| Programma                                                               | Programma                                                                   |
| ----------------------------------------------------------------------- | --------------------------------------------------------------------------- |
| zaterdag 21 november                                                    | zondag 22 november                                                          |
| 500 meter vrouwen 500 meter mannen 3000 meter vrouwen 5000 meter mannen | 1500 meter vrouwen 1500 meter mannen 5000 meter vrouwen 10.000 meter mannen |

## Mannen

### Afstandsmedailles
| Afstand | 1e            | 2e            | 3e            |
| ------- | ------------- | ------------- | ------------- |
| 500m    | Patrick Roest | Tjerk de Boer | Koen Verweij  |
| 5000m   | Patrick Roest | Marwin Talsma | Marcel Bosker |
| 1500m   | Patrick Roest | Marcel Bosker | Koen Verweij  |
| 10.000m | Marwin Talsma | Patrick Roest | Marcel Bosker |

### Eindklassement
| #      | Schaatser        | 500m          | 5000m           | 1500m           | 10.000m         | Punten     |
| ------ | ---------------- | ------------- | --------------- | --------------- | --------------- | ---------- |
| Goud   | Patrick Roest    | 36,47 (1)     | 6.15,31 (1)     | 1.45,68 (1)     | 13.01,54 (2)    | 148,304    |
| Zilver | Marcel Bosker    | 37,02 (5)     | 6.17,41 (3)     | 1.46,47 (2)     | 13.06,88 (3)    | 149,595    |
| Brons  | Marwin Talsma    | 38,00 (13) pr | 6.16,04 (2) pr  | 1.48,53 (5)     | 13.01,43 (1)    | 150,851 pr |
| 4      | Chris Huizinga   | 37,49 (9)     | 6.23,02 (6)     | 1.48,41 (4)     | 13.20,31 (4) pr | 151,943    |
| 5      | Koen Verweij     | 36,59 (3)     | 6.29,41 (12)    | 1.47,39 (3)     | 13.38,68 (7)    | 152,261    |
| 6      | Beau Snellink    | 38,03 (14)    | 6.20,12 (4) pr  | 1.49,97 (10) pr | 13.24,25 (5) pr | 152,910 pr |
| 7      | Remo Slotegraaf  | 37,38 (8) pr  | 6.27,97 (10) pr | 1.48,67 (6) pr  | 13.52,80 (8) pr | 154,040 pr |
| 8      | Bart de Vries    | 39,67 (19) pr | 6.24,04 (7)     | 1.50,93 (14) pr | 13.26,00 (6)    | 155,350 pr |
| NC9    | Yves Vergeer     | 37,03 (6) pr  | 6.34,43 (14) pr | 1.48,99 (8) pr  |                 | 112,803    |
| NC10   | Kars Jansman     | 37,67 (12) pr | 6.28,71 (11)    | 1.49,44 (9)     |                 | 113,021    |
| NC11   | Victor Ramler    | 37,61 (11)    | 6.26,64 (8)     | 1.50,35 (13)    |                 | 113,057    |
| NC12   | Jordy van Workum | 37,28 (7) pr  | 6.35,85 (16) pr | 1.48,69 (7) pr  |                 | 113,095    |
| NC13   | Tjerk de Boer    | 36,56 (2)     | 6.43,17 (19)    | 1.50,19 (11)    |                 | 113,607    |
| NC14   | Jos de Vos       | 38,10 (15)    | 6.36,25 (18)    | 1.50,28 (12)    |                 | 114,485    |
| NC15   | Crispijn Ariëns  | 38,77 (16)    | 6.30,22 (13)    | 1.51,28 (15)    |                 | 114,885    |
| NC16   | Jesse Speijers   | 37,50 (10)    | 6.43,66 (20)    | 1.51,33 (16)    |                 | 114,976    |
| NC17   | Bob de Vries     | 39,56 (18) pr | 6.27,25 (9)     | 1.52,40 (17)    |                 | 115,751    |
| NC18   | Ids Bouma        | 39,00 (17) pr | 6.35,26 (15) pr | 1.53,05 (19)    |                 | 116,209    |
| NC19   | Jeroen Janissen  | 52,09 (20) *  | 6.36,07 (17)    | 1.52,51 (18)    |                 | 129,200    |
| DQ     | Jan Blokhuijsen  | 36,96 (4)     | 6.21,89 (5)     |                 |                 | 75,149     |

DQ = gediskwalificeerd
pr = persoonlijk record
* = met val

## Vrouwen

### Afstandsmedailles
| Afstand | 1e                 | 2e                 | 3e                 |
| ------- | ------------------ | ------------------ | ------------------ |
| 500m    | Jorien ter Mors    | Antoinette de Jong | Marijke Groenewoud |
| 3000m   | Melissa Wijfje     | Antoinette de Jong | Reina Anema        |
| 1500m   | Antoinette de Jong | Jorien ter Mors    | Melissa Wijfje     |
| 5000m   | Reina Anema        | Esmee Visser       | Antoinette de Jong |

### Eindklassement
| #      | Schaatsster        | 500m          | 3000m           | 1500m           | 5000m          | Punten     |
| ------ | ------------------ | ------------- | --------------- | --------------- | -------------- | ---------- |
| Goud   | Antoinette de Jong | 39,19 (2)     | 4.04,19 (2)     | 1.55,61 (1)     | 7.06,57 (3)    | 161,081    |
| Zilver | Melissa Wijfje     | 39,65 (5)     | 4.03,10 (1)     | 1.56,30 (3)     | 7.09,85 (4)    | 161,917    |
| Brons  | Reina Anema        | 41,15 (15)    | 4.04,64 (3)     | 1.57,49 (4)     | 7.03,35 (1)    | 163,421    |
| 4      | Esther Kiel        | 39,75 (6) pr  | 4.08,36 (6)     | 1.59,06 (9)     | 7.15,89 (5)    | 164,418 pr |
| 5      | Joy Beune          | 40,08 (8)     | 4.08,45 (7)     | 1.58,95 (7)     | 7.17,12 (6)    | 164,850    |
| 6      | Aveline Hijlkema   | 39,78 (7) pr  | 4.10,61 (8)     | 1.58,51 (6) pr  | 7.23,04 (7)    | 165,355 pr |
| 7      | Gioya Lancee       | 39,53 (4) pr  | 4.12,69 (12) pr | 1.58,42 (5) pr  | 7.32,50 (8) pr | 166,368 pr |
| 8      | Esmee Visser       | 42,24 (20)    | 4.07,10 (4)     | 2.01,82 (16)    | 7.04,95 (2)    | 166,524    |
| NC9    | Jorien ter Mors    | 38,32 (1)     | 4.07,65 (5)     | 1.55,63 (2)     |                | 118,138    |
| NC10   | Marijke Groenewoud | 39,29 (3)     | 4.11,58 (9) pr  | 2.00,32 (13)    |                | 121,326    |
| NC11   | Merel Conijn       | 40,18 (9)     | 4.14,97 (17)    | 1.58,98 (8) pr  |                | 122,335    |
| NC12   | Paulien Verhaar    | 40,18 (9) pr  | 4.13,95 (15)    | 1.59,73 (11) pr |                | 122,415    |
| NC13   | Roza Blokker       | 40,77 (14)    | 4.12,34 (10)    | 1.59,14 (10)    |                | 122,539    |
| NC14   | Robin Groot        | 40,47 (12)    | 4.16,51 (18)    | 2.00,31 (12)    |                | 123,324    |
| NC15   | Evelien Vijn       | 40,63 (13) pr | 4.13,41 (13)    | 2.01,91 (17) pr |                | 123,501    |
| NC16   | Sanne in 't Hof    | 41,31 (16)    | 4.12,55 (11)    | 2.01,45 (14)    |                | 123,884    |
| NC17   | Ineke Dedden       | 41,46 (17)    | 4.14,72 (16)    | 2.02,50 (19)    |                | 124,746    |
| NC18   | Sterre Jonkers     | 42,18 (19)    | 4.13,67 (14)    | 2.02,49 (18)    |                | 125,288    |
| NC19   | Myrthe de Boer     | 40,35 (11)    | 4.29,84 (19)    | 2.01,59 (15)    |                | 125,853    |
| NC20   | Muriël Meijer      | 41,93 (18)    | 4.35,63 (20)    | 2.08,30 (20)    |                | 130,634    |

pr = persoonlijk record